# Coppa dell'AFC 2019
La Coppa dell'AFC 2019 è la 16ª edizione della seconda competizione calcistica per club dell'Asia. Il torneo è iniziato il 5 febbraio e si concluderà il 2 novembre 2019 con la finale. L'Al-Quwa Al-Jawiya è la squadra detentrice del trofeo essendo riuscita ad imporsi nelle ultime tre edizioni.

## Play-Off

### Turno preliminare
| Squadra 1        | Totale | Squadra 2        | Andata | Ritorno |
| ---------------- | ------ | ---------------- | ------ | ------- |
| Asia Centrale    |        |                  |        |         |
| Alay             | 1 - 3  | Ahal             | 1 - 2  | 0 - 1   |
| Asia Meridionale |        |                  |        |         |
| Colombo          | 9 - 2  | Transport United | 7 - 1  | 2 - 1   |
| Asia Orientale   |        |                  |        |         |
| Erchim           | 0 - 6  | Ryomyong         | 0 - 3  | 0 - 3   |

### Turno play-off
| Squadra 1        | Totale          | Squadra 2  | Andata | Ritorno |
| ---------------- | --------------- | ---------- | ------ | ------- |
| Asia Occidentale |                 |            |        |         |
| Hilal Al-Quds    | 3 - 1           | Al-Nasr    | 2 - 1  | 1 - 0   |
| Asia Centrale    |                 |            |        |         |
| Ahal             | 1 - 1 (gfc)     | Khujand    | 1 - 1  | 0 - 0   |
| Asia Meridionale |                 |            |        |         |
| Colombo          | 0 - 1           | Chennaiyin | 0 - 0  | 0 - 1   |
| Asia Orientale   |                 |            |        |         |
| Ryomyong         | 0 - 0 (3-5 dtr) | Tai Po     | 0 - 0  | 0 - 0   |

## Fase a gironi

### Girone A
| Squadra       | P.ti | G | V | P | S | GF | GS | DG |
| ------------- | ---- | - | - | - | - | -- | -- | -- |
| Al-Wehdat     | 13   | 6 | 4 | 1 | 1 | 12 | 4  | 8  |
| Al-Jaish      | 10   | 6 | 2 | 4 | 0 | 6  | 4  | 2  |
| Hilal Al-Quds | 8    | 6 | 2 | 2 | 2 | 7  | 11 | -4 |
| Nejmeh        | 1    | 6 | 0 | 1 | 5 | 4  | 10 | -6 |

### Girone B
| Squadra    | P.ti | G | V | P | S | GF | GS | DG  |
| ---------- | ---- | - | - | - | - | -- | -- | --- |
| Al-Jazeera | 16   | 6 | 5 | 1 | 0 | 13 | 2  | 11  |
| Al-Kuwait  | 10   | 6 | 3 | 1 | 2 | 6  | 4  | 2   |
| Al-Najma   | 7    | 6 | 2 | 1 | 3 | 6  | 9  | -3  |
| Al-Ittihad | 1    | 6 | 0 | 1 | 5 | 2  | 12 | -10 |

### Girone C
| Squadra   | P.ti | G | V | P | S | GF | GS | DG |
| --------- | ---- | - | - | - | - | -- | -- | -- |
| Al-Ahed   | 14   | 6 | 4 | 2 | 0 | 8  | 3  | 5  |
| Malkiya   | 8    | 6 | 2 | 2 | 2 | 8  | 8  | 0  |
| Al-Qadsia | 7    | 6 | 2 | 1 | 3 | 6  | 6  | 0  |
| Al-Suwaiq | 4    | 6 | 1 | 1 | 4 | 7  | 12 | -5 |

### Girone D
| Squadra    | P.ti | G | V | P | S | GF | GS | DG |
| ---------- | ---- | - | - | - | - | -- | -- | -- |
| Altyn Asyr | 10   | 6 | 2 | 4 | 0 | 7  | 4  | 3  |
| Istiklol   | 8    | 6 | 2 | 2 | 2 | 12 | 8  | 4  |
| Dordoi     | 7    | 6 | 2 | 1 | 3 | 9  | 12 | -3 |
| Khujand    | 7    | 6 | 2 | 1 | 3 | 6  | 10 | -4 |

### Girone E
| Squadra                | P.ti | G | V | P | S | GF | GS | DG |
| ---------------------- | ---- | - | - | - | - | -- | -- | -- |
| Abahani Limited Dhaka  | 13   | 6 | 4 | 1 | 1 | 12 | 5  | 7  |
| Chennaiyin             | 11   | 6 | 3 | 2 | 1 | 9  | 6  | 3  |
| Minerva Punjab         | 5    | 6 | 0 | 5 | 1 | 7  | 8  | -1 |
| Manang Marsyangdi Club | 2    | 6 | 0 | 2 | 4 | 6  | 15 | -9 |

### Girone F
| Squadra         | P.ti | G | V | P | S | GF | GS | DG  |
| --------------- | ---- | - | - | - | - | -- | -- | --- |
| Hà Nội          | 13   | 6 | 4 | 1 | 1 | 23 | 5  | 18  |
| Tampines Rovers | 13   | 6 | 4 | 1 | 2 | 17 | 10 | 7   |
| Yangon United   | 6    | 6 | 2 | 0 | 4 | 10 | 14 | -4  |
| Nagaworld       | 3    | 6 | 1 | 0 | 5 | 6  | 27 | -21 |

### Girone G
| Squadra            | P.ti | G | V | P | S | GF | GS | DG  |
| ------------------ | ---- | - | - | - | - | -- | -- | --- |
| Ceres–Negros       | 15   | 6 | 5 | 0 | 1 | 15 | 6  | 9   |
| Becamex Bình Dương | 13   | 6 | 4 | 1 | 1 | 13 | 5  | 8   |
| Persija Jakarta    | 7    | 6 | 2 | 1 | 3 | 12 | 9  | 3   |
| Shan United        | 0    | 6 | 0 | 0 | 6 | 5  | 25 | -20 |

### Girone H
| Squadra      | P.ti | G | V | P | S | GF | GS | DG  |
| ------------ | ---- | - | - | - | - | -- | -- | --- |
| PSM Makassar | 14   | 6 | 4 | 2 | 0 | 17 | 8  | 9   |
| Home United  | 10   | 6 | 4 | 1 | 1 | 9  | 11 | -2  |
| Kaya–Iloilo  | 8    | 6 | 2 | 2 | 2 | 13 | 7  | 6   |
| Lao Toyota   | 1    | 6 | 0 | 1 | 5 | 7  | 20 | -13 |

### Girone I
| Squadra   | P.ti | G | V | P | S | GF | GS | DG  |
| --------- | ---- | - | - | - | - | -- | -- | --- |
| April 25  | 15   | 6 | 5 | 0 | 1 | 17 | 2  | 15  |
| Kitchee   | 10   | 6 | 3 | 1 | 2 | 11 | 10 | 1   |
| Tai Po    | 8    | 6 | 2 | 2 | 2 | 13 | 15 | -2  |
| Hang Yuen | 1    | 6 | 0 | 1 | 5 | 4  | 18 | -14 |

### Raffronto tra le seconde classificate

#### Asia Occidentale
| Squadra   | Pt | G | V | N | P | GF | GS | DR | Gruppo |
| --------- | -- | - | - | - | - | -- | -- | -- | ------ |
| Al-Jaish  | 10 | 6 | 2 | 4 | 0 | 6  | 4  | 2  | A      |
| Al-Kuwait | 10 | 6 | 3 | 1 | 2 | 6  | 4  | 2  | B      |
| Malkiya   | 8  | 6 | 2 | 2 | 2 | 8  | 8  | 0  | C      |

Punti Disciplinari: Al-Jaish −6, Al-Kuwait −11.

#### Asia Sud Orientale
| Squadra            | Pt | G | V | N | P | GF | GS | DR | Gruppo |
| ------------------ | -- | - | - | - | - | -- | -- | -- | ------ |
| Becamex Bình Dương | 13 | 6 | 4 | 1 | 1 | 13 | 5  | 8  | G      |
| Tampines Rovers    | 13 | 6 | 4 | 1 | 2 | 17 | 10 | 7  | F      |
| Home United        | 10 | 6 | 4 | 1 | 1 | 9  | 11 | -2 | H      |

## Fase a eliminazione diretta

### Semifinali zonali
| Squadra 1          | Totale      | Squadra 2    | Andata | Ritorno |
| ------------------ | ----------- | ------------ | ------ | ------- |
| Asia Occidentale   |             |              |        |         |
| Al-Wehdat          | 0 - 1       | Al-Ahed      | 0 - 1  | 0 - 0   |
| Al-Jaish           | 3 - 4       | Al-Jazeera   | 3 - 0  | 0 - 4   |
| Asia Sud Orientale |             |              |        |         |
| Ceres–Negros       | 2 - 3       | Hà Nội       | 1 - 1  | 1 - 2   |
| Becamex Bình Dương | 2 - 2 (gfc) | PSM Makassar | 1 - 0  | 1 - 2   |

### Finali zonali
| Squadra 1          | Totale | Squadra 2 | Andata | Ritorno |
| ------------------ | ------ | --------- | ------ | ------- |
| Asia Occidentale   |        |           |        |         |
| Al-Jazeera         | 0 - 1  | Al-Ahed   | 0 - 0  | 0 - 1   |
| Asia Sud Orientale |        |           |        |         |
| Becamex Bình Dương | 0 - 2  | Hà Nội    | 0 - 1  | 0 - 1   |

### Semifinali Interzona
| Squadra 1             | Totale | Squadra 2  | Andata | Ritorno |
| --------------------- | ------ | ---------- | ------ | ------- |
| Hà Nội                | 5 - 4  | Altyn Asyr | 3 - 2  | 2 - 2   |
| Abahani Limited Dhaka | 4 - 5  | April 25   | 4 - 3  | 0 - 2   |

### Finale Interzona
| Squadra 1 | Totale      | Squadra 2 | Andata | Ritorno |
| --------- | ----------- | --------- | ------ | ------- |
| Hà Nội    | 2 - 2 (gfc) | April 25  | 2 - 2  | 0 - 0   |

### Finale
| Arbitro: | Dilan H. P. |

|  |           |                  |
|  | Marcatori | 74’ Issah Yakubu |

| April 25 | Al-Ahed |

|                 |    |                  |     |     |
|                 |    |                  |     |     |
| GK              | 23 | Tae-song An      | 26’ |     |
| RB              | 6  | Kwon Chung-hyok  |     |     |
| CB              | 30 | An Song-il       |     | 88’ |
| CB              | 5  | Jin-myong Pak    |     |     |
| LB              | 29 | Song-rok Pak     |     |     |
| RM              | 31 | Chol-su Choe     |     | 28’ |
| CM              | 15 | Song Won         |     |     |
| CM              | 7  | O Hyok-chol      |     |     |
| LM              | 14 | Phyong-il Son    |     |     |
| SS              | 13 | Rim Chol-min (c) |     | 40’ |
| CF              | 10 | An Il-bom        |     |     |
| A disposizione: |    |                  |     |     |
| DF              | 17 | An Song-il II    |     | 88’ |
| MF              | 24 | Jong-hyok Choe   |     |     |
| FW              | 21 | Hyok Jang        |     |     |
| DF              | 2  | Kum-Nam Jang     |     |     |
| FW              | 18 | Kim Yu-song      |     | 40’ |
| GK              | 1  | Tae-song Sin     |     | 29’ |
| MF              | 19 | Yun Il-gwang     |     |     |
| Allenatore      |    |                  |     |     |
| O Yun Son       |    |                  |     |     |

|                 |    |                   |       |     |     |
|                 |    |                   |       |     |     |
| GK              | 1  | Mehdi Khalil      |       |     |     |
| RB              | 6  | Hussein Zein      |       |     |     |
| CB              | 4  | Nour Mansour      |       |     |     |
| CB              | 2  | Ahmad Al Salih    |       |     |     |
| LB              | 8  | Hussein Dakik     |       |     |     |
| CDM             | 13 | Issah Yakubu      |       |     | 74’ |
| CDM             | 15 | Haytham Faour (c) | 81’   |     |     |
| RAM             | 20 | Rabih Ataya       |       | 80’ |     |
| CAM             | 10 | Mohamad Haidar    |       |     |     |
| LAM             | 11 | Ahmad Zreik       |       |     |     |
| CF              | 99 | Ahmed Akaïchi     |       | 89’ |     |
| A disposizione: |    |                   |       |     |     |
| MF              | 30 | Tarek Al Ali      |       | 80’ |     |
| DF              | 23 | Ali Hadid         |       |     |     |
| GK              | 21 | Mohamad Hammoud   |       |     |     |
| GK              | 98 | Hadi Khalil       |       |     |     |
| DF              | 5  | Khalil Khamis     |       |     |     |
| MF              | 7  | Hussein Monzer    | 90+4’ | 89’ |     |
| MF              | 14 | Walid Shour       |       |     |     |
| Allenatore:     |    |                   |       |     |     |
| Bassem Marmar   |    |                   |       |     |     |

## Statistiche

### Individuali
Aggiornate al 4 novembre 2019.

#### Classifica marcatori
| Gol |  |  | Giocatore          | Squadra         |
| --- |  |  | ------------------ | --------------- |
| 10  |  |  | Bienvenido Marañón | United City     |
| 9   |  |  | Ganiyu Oseni       | Hà Nội          |
| 8   |  |  | Pape Omar Faye     | Hà Nội          |
| 8   |  |  | Kim Yu-song        | April 25        |
| 7   |  |  | Bruno Matos        | Persija         |
| 7   |  |  | Nguyễn Văn Quyết   | Hà Nội          |
| 6   |  |  | Baha' Faisal       | Al-Wehdat       |
| 6   |  |  | Fernando Pedreira  | Kitchee         |
| 5   |  |  | Khairul Amri       | Tampines Rovers |
| 5   |  |  | Mohamad Kdouh      | Ahed            |
| 5   |  |  | Wander Luiz        | Bình Dương      |
| 5   |  |  | Eero Markkanen     | PSM Makassar    |
| 5   |  |  | Bassel Moustafa    | Al Jaish        |

#### Classifica assist
| Assist |  | Giocatore                | Squadra         |
| ------ |  | ------------------------ | --------------- |
| 6      |  | Stephan Schröck          | United City     |
| 4      |  | Nguyễn Quang Hải         | Hà Nội          |
| 3      |  | Saeed Murjan             | Al-Wehdat       |
| 3      |  | Zehrudin Mehmedović      | Tampines Rovers |
| 3      |  | Ryūtarō Megumi           | Tampines Rovers |
| 3      |  | Izzdin Shafiq            | Home Utd        |
| 3      |  | Phạm Đức Huy             | Hà Nội          |
| 3      |  | Feras Shelbaieh          | Al-Jazira       |
| 3      |  | Anirudh Thapa            | Chennaiyin      |
| 3      |  | O Hyok-chol              | April 25        |
| 2      |  | Victor Mansaray          | Bình Dương      |
| 2      |  | Yousef Naser Al-Sulaiman | Al-Qadisiya     |
| 2      |  | Min Kyaw Khant           | Yangon Utd      |